# Vorderbad Braunau

Eingang zum Bademuseum am Stadtbach Braunau

Das Vorderbad ist ein spätmittelalterlich-frühneuzeitliches Badehaus mit authentisch erhaltenem Badgeschoß. Es stellt ein außerordentliches und sehr seltenes Denkmal der städtischen Sozial- und Kulturgeschichte dar. Die erhaltenen Bau- und Funktionsstrukturen des historischen Badebetriebs werden museal präsentiert.
Das Vorderbad liegt an der Adresse Färbergasse 13 in der Stadt Braunau am Inn im gleichnamigen Bezirk in Oberösterreich. Das Bauwerk steht unter Denkmalschutz (Listeneintrag).

## Lagebeschreibung
Das ehemalige Vorderbad steht in einer Reihe mit dem Mitter- und Hinterbad am Stadtbach in Hanglage. Das Bauwerk liegt an der Brücke über den Stadtbach und begrenzt den Platz „Am Berg“ in nordwestliche Richtung.

## Geschichte
Urkundlich erwiesen ist der Betrieb des Vorderbades durch die St. Katharinenbruderschaft erstmals 1592. Diese ermöglichte den Armen zwei Mal jährlich die kostenlose Nutzung des Bades. Nach der Auflösung der Bruderschaft ging das Bad 1625 in den Besitz der Stadt Braunau am Inn über und wurde an einen Bader verpachtet. 1649 war das Bad geschlossen, was eventuell auf eine Pestepidemie zurückzuführen ist. Anschließend befand es sich im Privatbesitz. Ab 1724 wurde es durch die Chirurgen betrieben. 1748 gab es laut Urkunden 12 Aderlassbecken. Ende des 18. Jahrhunderts wurde das Bad geschlossen und das Badgeschoß in Folge als Keller genutzt, insbesondere durch den Holz- und Kohlehandel Johann Kasingers ab 1903. Seit 1993 befindet sich das Vorderbad wieder im Besitz der Stadt Braunau und wird seit 2004 als Museum und Stadtarchiv genutzt.

## Baugeschichte
Die Außenmauern des Unter- sowie Erdgeschoßes stammen aus der ersten Bauphase vor 1504. Um 1560 wurde der westliche Teil der Badstube gewölbt. Der östliche Teil, der eventuell als Ruheraum diente, wurde durch eine Ziegelwand abgetrennt. Gleichzeitig erfolgte der Bau des Obergeschoßes. Der Entwicklung vom mittelalterlichen Dampfbad zum neuzeitlichen Wannenbad erfolgten in den 1620er Jahren Adaptierungen. Im Zuge dessen wurde der östliche Teil der Badstube neu gewölbt und ein enger  Nebenraum abgetrennt. Gleichzeitig wurden weitere Nebenräume an der Südseite und der Lagerraum im Osten nach einem Teileinsturz der Außenmauer neu gewölbt.  Außerdem wurden neue Wasserableitungsrinnen installiert. Im 18. Jahrhundert erfolgten Modernisierungen im Erd- und Obergeschoß, etwa durch die Schaffung von Stuckdecken. Weitere Umbauten erfolgten im Jahr 1903, so wurde etwa der Dachstuhl von 1560 durch Abflachung der Dachneigung umgestaltet. In den Jahren 1998 bis 2004 wurde das Bauwerk unter der Gesamtplanung von Architekt Manfred Lindorfer restauriert.

## Baubeschreibung

### Äußeres
Das Vorderbad ist ein freistehender, traufständiger Bau mit zwei bzw. grabenseitig drei Geschoßen. Das Bauwerk hat ein Satteldach und weist eine Rieselputzfassade mit teils gequaderten Ecklisenen aus dem Jahr 1903 auf. An der östlichen Seitenfront befindet sich ein Böschungspfeiler, an der westlichen Giebelfront befand sich wohl der ehemalige Eingang in das Badegeschoß. Der grabenseitige Eingang wurde in den Jahren 2003 und 2004 in Form eines stilisierten Badebottichs – ein zweigeschoßiger Glasgang über den Stadtgraben – als Verbindung zum Haupthaus errichtet.

### Inneres
Badegeschoß
Der bachseitige Hauptraum ist die ehemalige große Badestube. Diese war um 1560 ursprünglich flach gedeckt und wurde in den Jahren 1620 bis 1630 zu einer zweischiffigen und vierjochigen Pfeilerhalle mit Kreuzgratgewölbe über Wandpfeilern umgestaltet. An den Wänden sind Spuren umlaufender Sitzbänke erhalten. Im Boden gibt es heute noch Wasserableitungsrinnen aus der Zeit um 1560 sowie aus der Zeit des Umbaues. An der südlichen Längsseite sowie an der östlichen Schmalseite befinden sich die ehemaligen Neben- bzw. Funktionsräume, die tonnen- bzw. stichkappentonnengewölbt sind. Die Nebenräume entstanden in den 1620er Jahren. Zentral befindet sich der ehemalige Heizraum mit den Feuerungsstellen für den Wasserkessel und den Schwitzofen. Er entstand vor 1504 und ist mit Flusssteinboden ausgelegt.
Nach 1630 wurde die Feuerungsstelle ausschließlich für den Kachelofen im westlich angrenzenden Ruhe- bzw. Garderobenraum genutzt. An der östlichen Schmalseite des Hauses befand sich das Lager für Brennholz. Das Depot war ursprünglich durch einen großen Bogen mit dem Heizraum verbunden. Heute befindet sich an dieser Stelle eine gerade Treppe, die frühestens im 18. Jahrhundert errichtet wurde.
Erdgeschoß und Obergeschoß
In den Eckstuben befinden sich spätbarocke, profilierte, geschwungene Deckenstuckspiegel. Die teilweise spätbarock-frühklassizistischen Türrahmungen stammen aus der Zeit zwischen 1780 und 1800.
Der Dachstuhl stammt aus der Zeit um 1560 und wurde 1903 verändert.